# 24h Le Mans 1930
24h Le Mans 1930 – 8. edycja długodystansowego wyścigu 24h Le Mans. Wyścig odbył się w dniach 21–22 czerwca 1930, udział w nim wzięło 34 kierowców z 4 państw.

## Informacje
| Statystyki                  | Statystyki          |
| --------------------------- | ------------------- |
| Długość okrążenia           | 16,340 km           |
| Dystans wyścigu             | 2 930,663 km        |
| Średnia prędkość            | 122,111 km/h        |
| Przewaga lidera             | 98,180 km           |
| Najszybsze okrążenie        | Henry Birkin (6:48) |
| Kierowcy według narodowości |                     |
| Wielka Brytania             | 20                  |
| Francja                     | 11                  |
| Rzesza Niemiecka            | 2                   |
| Włochy                      | 1                   |
| Łącznie                     | 34                  |

## Wyniki wyścigu
| Poz.  | Klasa | Nr | Zespół                        | Kierowcy                               | Samochód                 | Silnik                      | Okrążenia |
| ----- | ----- | -- | ----------------------------- | -------------------------------------- | ------------------------ | --------------------------- | --------- |
| 1     | 8.0   | 4  | Bentley Motors Ltd.           | Woolf Barnato Glen Kidston             | Bentley Speed Six        | Bentley 6.6L I6             | 179       |
| 2     | 8.0   | 2  | Bentley Motors Ltd.           | Frank Clement Richard Watney           | Bentley Speed Six        | Bentley 6.6L I6             | 173       |
| 3     | 3.0   | 15 | Arthur W. Fox Charles Nicholl | Brian E. Lewis Hugh Eaton              | Talbot AO90              | Talbot 2.3L I4              | 162       |
| 4     | 3.0   | 16 | Arthur W. Fox Charles Nicholl | Johnny Hindmarsh Tim Rose-Richards     | Talbot AO90              | Talbot 2.3L I4              | 160       |
| 5     | 2.0   | 23 | Lord Howe                     | Francis Curzon Leslie Callingham       | Alfa Romeo 6C 1750GS     | Alfa Romeo 1.8L Turbo I6    | 159       |
| 6     | 1.5   | 24 | Lea-Francis                   | Kenneth Peacock Sammy Newsome          | Lea-Francis Hyper S-Type | Meadows 1.5L Turbo I4       | 140       |
| 7     | 1.5   | 25 | Mme. Marguerite Mareuse       | Marguerite Mareuse Odette Siko         | Bugatti Type 40          | Bugatti 1.5L I4             | 132       |
| 8     | 1.1   | 27 | Tracta                        | Jean-Albert Grégoire Fernand Vallon    | Tracta A28               | S.C.A.P. 1.0L I4            | 128       |
| 9     | 1.1   | 26 | Tracta                        | Roger Bourcier Louis Debeugny          | Tracta A28               | S.C.A.P. 1.0L I4            | 123       |
| 10 NU | 5.0   | 8  | Hon. Miss Dorothy Paget       | Dr. Dudley Benjafield Giulio Ramponi   | Bentley Blower C         | Bentley 4.4L Turbo I4       | 144       |
| 11 NU | 5.0   | 9  | Hon. Miss Dorothy Paget       | Sir Henry Birkin Jean Chassagne        | Bentley Blower C         | Bentley 4.4L Turbo I4       | 138       |
| 12 NU | 8.0   | 1  | Rudolf Caracciola             | Rudolf Caracciola Christian Werner     | Mercedes-Benz SS         | Mercedes-Benz 7.1L Turbo I6 | 85        |
| 13 NU | 1.1   | 28 | Mrs. Huskinson & Fane         | R.C. Murton-Neale Jack Hicks           | MG M Midget              | MG 0.8L I4                  | 82        |
| 14 NU | 8.0   | 6  | Parke                         | Philippe de Rothschild Edmond Bourlier | Stutz DV32               | Stutz 5.4L I8               | 42        |
| 15 NU | 8.0   | 5  | Éduoard Brisson               | Éduoard Brisson Louis Rigal            | Stutz DV32               | Stutz 5.4L I8               | 34        |
| 16 NU | 1.1   | 29 | Francis Samuelson             | F.H.B. Samuelson Freddy Kindell        | MG M Midget              | MG 0.8L I4                  | 28        |
| 17 NU | 8.0   | 3  | Bentley Motors Ltd.           | Sammy Davis John Clive Dunfee          | Bentley Speed Six        | Bentley 6.6L I6             | 21        |
| Poz.  | Klasa | Nr | Zespół                        | Kierowcy                               | Samochód                 | Silnik                      | Okrążenia |

| Legenda | Legenda                       |
| ------- | ----------------------------- |
| 4       | Zwycięzcy poszczególnych klas |
| 7       | Najszybsze okrążenie          |
| 31 NU   | Nie ukończyli                 |